# Shuggie Otis

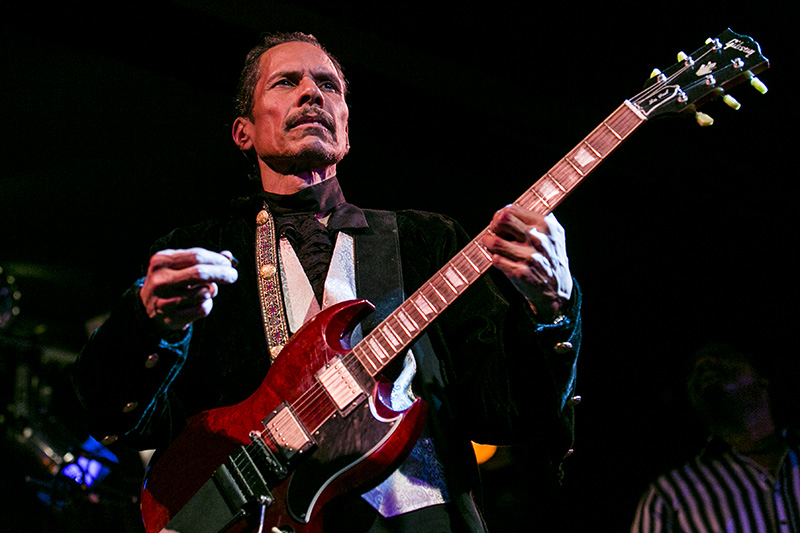
Shuggie Otis (2013)

Shuggie Otis (* 30. November 1953 in Los Angeles, eigentlich Johnny Alexander Veliotes) ist ein amerikanischer Rhythm-and-Blues-, Rock-, Blues- und Funk-Sänger bzw. -Musiker, Songwriter und Musikproduzent. Der Sohn des griechischstämmigen Musikers und Produzenten Johnny Otis spielt Gitarre, Klavier, Orgel und E-Bass.

## Leben und Wirken
Shuggie Otis wurde bereits früh durch die Gitarristen von der Johnny Otis Show seines Vaters, Jimmy Nolen und Johnny Guitar Watson, stark beeinflusst. Ein Gitarrenlehrer weigerte sich, ihn zu unterrichten, da er bereits zu fortgeschritten sei. Mit zwölf Jahren beteiligte ihn sein Vater an der Aufnahme von Lily of the Valleys „I Had a Sweet Dream“. Das Album Cold Shot! (1969) seines Vaters stellte ihn 15-jährig an der Gitarre mit Begleitern wie Don Sugarcane Harris und Delmar Evans vor; das Album war kommerziell erfolgreich und führte auch für Shuggie Otis zu einem Plattenvertrag. Zudem spielte er Bass auf Frank Zappas Song Peaches en Regalia von dessen Album Hot Rats aus demselben Jahr.
In den nächsten Jahren folgten zahlreiche Studio- und Live-Alben unter eigenem Namen. In den 1970er Jahren produzierte Otis zudem Alben von T-Bone Walker, Louis Jordan und Joe Liggins.
Zu seinen bekanntesten Titeln zählen Sweet Thang und Strawberry Letter 23 aus dem 1971er-Album Freedom Flight, das 1977 in der Version der Brothers Johnson ein internationaler Singlehit war, sowie Aht Uh Mi Hed von der LP Inspiration Information (1974). Die deutsche Rap-Gruppe Absolute Beginner sampelte diesen Song 1998 in ihrem Liebes Lied. Das Stück Aht Uh Mi Hed inspirierte die isländische Elektronik Band Gus Gus zu ihrem Stück Hateful.
Otis wohnt in Sebastopol (Kalifornien). Er war zunächst mit Miss Mercy von den GTO’s und ist mit Lilian Wilson, der Tochter von Gerald Wilson, verheiratet.

## Diskografie (Auswahl)
- Al Kooper Introduces Shuggie Otis (1969, CBS)
- Here Comes Shuggie Otis (1970, CBS)
- Freedom Flight (1971, Epic)
- Inspiration Information (1974, Epic)
- In Session (2009, Goldenlane Records)
- Live in Williamsburg (2014, Cleopatra)

### Musikbeispiele
- Shuggie Otis: Strawberry Letter 23 auf YouTube
- Shuggie Otis: Aht Uh Mi Hed auf YouTube
- Shuggie Otis: About "Aht Uh Mi Hed" (Interview Clip) auf YouTube